# Martine Aubry
Pour les articles homonymes, voir Delors et Aubry.
Martine Aubry, née Delors le 8 août 1950 à Paris, est une haute fonctionnaire et femme politique française.
Fille de l’homme politique Jacques Delors, elle devient administratrice civile après des études à l’ENA. Elle adhère au Parti socialiste (PS) en 1974 et travaille dans plusieurs cabinets ministériels après l’arrivée de la gauche au pouvoir en 1981.
Elle est ministre du Travail, de l'Emploi et de la Formation professionnelle de 1991 à 1993, puis ministre de l'Emploi et de la Solidarité de 1997 à 2000. À ce titre, dans le gouvernement Jospin, elle met en œuvre la réforme des 35 heures, instaure la couverture maladie universelle (CMU) et lance les emplois-jeunes.
Implantée dans le Nord, elle est première adjointe au maire de Lille à partir de 1995, maire de cette ville à partir de 2001 et présidente de sa communauté urbaine de 2008 à 2014. Elle est élue députée de la 5e circonscription du Nord en 1997, mais démissionne pour siéger au gouvernement ; elle échoue à redevenir députée en 2002.
Lors du congrès de Reims de 2008, elle est élue de justesse première secrétaire du Parti socialiste face à Ségolène Royal, devenant la première femme à exercer cette fonction. En vue de l’élection présidentielle de 2012, elle se présente à la primaire citoyenne de 2011, qu'elle perd au second tour face à François Hollande. À la suite de l’accession de celui-ci à la présidence de la République, elle quitte la tête du PS.
Elle est constamment réélue maire de Lille avant d'annoncer sa démission en 2025, après vingt-quatre années de mandat.

## Situation personnelle

### Origines
Née le 8 août 1950 dans le 17e arrondissement de Paris, Martine Louise Marie Delors est la fille de Jacques Delors (1925-2023), dont les parents sont originaires de la Corrèze et du Cantal et qui est notamment ministre des Finances de 1981 à 1985 et président de la Commission européenne de 1985 à 1995, et de Marie Lephaille (1923-2020), dont la famille est originaire de la Soule (Pays basque),.
Martine Aubry a un frère cadet, Jean-Paul Delors (1953-1982), journaliste, mort d'une leucémie à l'âge de 29 ans,.

### Formation
Scolarisée dans l'enseignement privé catholique, puis public au lycée Notre-Dame-des-Oiseaux et au lycée Paul-Valéry de Paris, elle envisage d'abord de passer le concours de secrétaire de la Banque de France avant d'obtenir une licence de sciences économiques à l'université Paris II Panthéon-Assas et un diplôme de l'Institut des sciences sociales du travail. Elle sort également diplômée de Sciences Po Paris en 1972.
Elle est élève à l'École nationale d'administration de 1973 à 1975 et fait donc partie de la promotion Léon Blum.

### Carrière professionnelle
De l’ENA, elle sort administratrice civile au ministère du Travail. Comme son père, elle milite au syndicat Confédération française démocratique du travail (CFDT) et enseigne à l'ENA en 1978. Elle est détachée au Conseil d'État entre 1980 et 1981.
À la suite de l'élection de François Mitterrand à la présidence de la République en 1981, elle occupe divers postes aux ministères du Travail et des Affaires sociales. Directrice adjointe du cabinet de Jean Auroux, elle participe à la rédaction des lois Auroux, qui régissent les relations dans le monde du travail et qui lui permettent dès lors de bénéficier d'une réputation de femme compétente. Par la suite chargée de mission auprès du ministre des Affaires sociales et de la Solidarité nationale, Pierre Bérégovoy, puis directrice des relations du travail au ministère du Travail, de l'Emploi et de la Formation professionnelle, elle conserve ses fonctions après la victoire de la droite aux élections législatives de 1986 : Philippe Séguin la maintenant à son poste pendant un an et demi malgré les réticences du RPR. Elle est ensuite nommée maître des requêtes au tour extérieur au Conseil d'État.
Entre 1989 et 1991, elle travaille au sein du groupe industriel métallurgique Pechiney, et devient la directrice adjointe de l'industriel Jean Gandois, futur président du CNPF, avec qui elle se lie d'amitié. Se voyant confier le secteur nucléaire, elle participe à l'ouverture d'une usine à Dunkerque et à la fermeture de l'usine d'aluminium de Noguères (Pyrénées-Atlantiques).

### Vie privée et familiale
Le 6 octobre 1973, Martine Delors épouse Xavier Aubry, expert-comptable et commissaire aux comptes rencontré à Sciences Po Paris en 1970, devenu président du tribunal de commerce de Versailles, et qui deviendra l'un des dirigeants de PricewaterhouseCoopers. Ils ont ensemble une fille, Clémentine, née en 1978 (administratrice de l'auditorium du musée du Louvre puis du théâtre des Bouffes-du-Nord). Celle-ci est mariée à Édouard Fouré Caul-Futy, musicologue, avec qui elle a deux enfants.
Le 20 mars 2004, elle épouse l'avocat lillois Jean-Louis Brochen,,, bâtonnier au barreau de Lille et maire-adjoint à la Culture de la ville. Elle continue d'user, professionnellement, du nom de son premier mari.

## Parcours politique

### Membre des gouvernements Cresson, Bérégovoy et Jospin

#### Ministre du Travail (1991-1993)

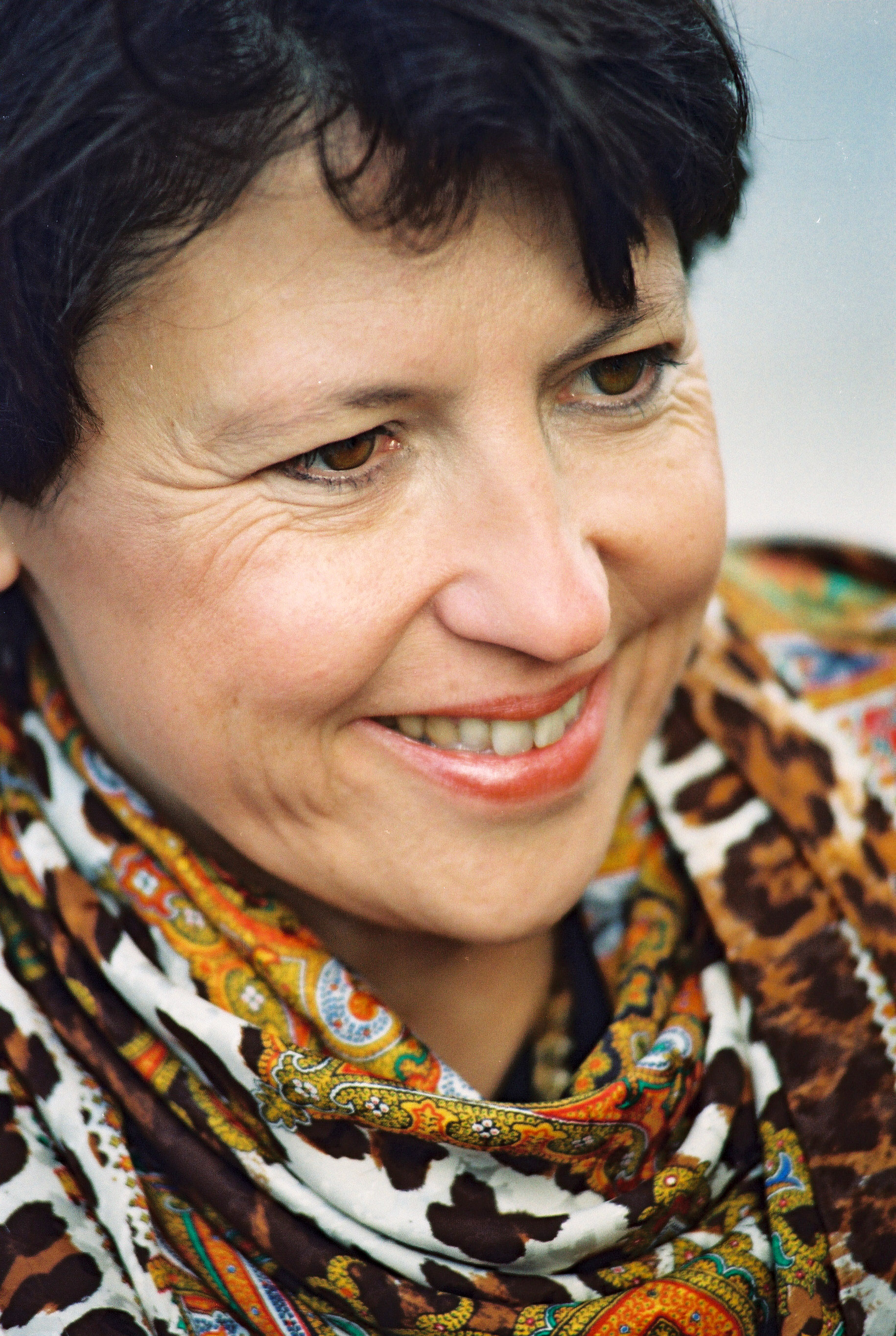
Martine Aubry en 1993.

Le 15 mai 1991, alors inconnue du grand public, elle est nommée ministre du Travail, de l'Emploi et de la Formation professionnelle par Édith Cresson. Reconduite à ce poste dans le gouvernement Pierre Bérégovoy, qui prend fin le 29 mars 1993, Martine Aubry ne parvient pas à enrayer la hausse du chômage,.
À la suite de la victoire de la droite aux élections législatives de 1993, elle crée la Fondation Agir contre l'exclusion (Face), qui vise à faciliter l'insertion par l'emploi. Elle fait alors jouer ses relations avec les grands patrons et parvient à lever 45 millions de francs en dix jours, ce qui permet le lancement de sa fondation le 5 octobre 1993. Cette proximité avec le patronat lui attire des critiques. Elle quitte la présidence de la Face en 1997, après la réalisation de 800 réinsertions, selon les chiffres de la fondation.

#### Ministre de l'Emploi et de la Solidarité (1997-2000)
Aux élections législatives de 1997, qui voient la victoire de la gauche plurielle, elle est élue députée dans la cinquième circonscription du Nord. Le nouveau Premier ministre, Lionel Jospin, la nomme trois jours plus tard ministre de l'Emploi et de la Solidarité, « numéro deux » du gouvernement dans l’ordre protocolaire. Sa cote de popularité s’élève alors à quelque 60 %, talonnant celle du chef du gouvernement.
Martine Aubry lance les emplois-jeunes dès 1997. Pour lutter contre le chômage, elle contribue à la mise en place des 35 heures (payées 39). Cette mesure, décriée par l'opposition et par une grande partie du patronat, est très débattue. Une première loi, votée le 13 juin 1998, en pose les principes et repose sur le volontariat des partenaires sociaux. Une seconde loi, votée en janvier 2000, en fixe les règles d'application. Martine Aubry acquiert alors le surnom de « dame des 35 heures », bien qu'étant initialement réticente à cette mesure, préconisée par Dominique Strauss-Kahn. Elle déclarait ainsi, en 1991, ne pas croire « qu'une mesure générale de diminution du temps de travail créerait des emplois ». Aujourd'hui, elle déclare « les assumer complètement, y compris les erreurs ». Leur adoption entraîne la démission de Jean Gandois, critiqué pour sa gestion de la négociation avec le gouvernement, de la tête du CNPF. À partir de cette date, les relations entre Martine Aubry et le patronat sont tendues.
Elle instaure aussi la loi de lutte contre les exclusions en 1998 et la couverture maladie universelle (CMU) en 2000. Cette même année, elle jette les bases de l'Allocation personnalisée d'autonomie (APA) pour les personnes âgées dépendantes. Par ailleurs, elle parvient à combler le déficit de la Sécurité sociale.
Ayant de bonnes relations avec le Parti communiste français et Les Verts, elle s'entend cependant assez mal avec la secrétaire générale de la CFDT, Nicole Notat. Décrite comme dure et exigeante, elle explique « dire les choses en face » et être « bien moins dure que beaucoup de gens en politique ». Elle crée également les « déjeuners de femmes de l’équipe Jospin », avec les autres femmes ministres du gouvernement.

### Première adjointe puis maire de Lille

#### Implantation aux côtés de Pierre Mauroy (1995-2001)
Alors qu'elle n’a exercé que des responsabilités ministérielles et qu’elle a refusé de se présenter aux élections législatives de 1993 et aux élections européennes de 1994, l’ancien Premier ministre socialiste Pierre Mauroy, soucieux d'élargir son électorat aux voix centristes, lui propose de devenir sa première adjointe à la mairie de Lille à la suite des élections municipales de 1995, puis de prendre sa succession six ans plus tard. Elle accepte cette proposition. Considérée comme une « parachutée », son implantation à Lille est difficile.

#### Des débuts de maire compliqués (2001-2008)
Le 18 octobre 2000, elle démissionne de ses fonctions ministérielles pour se consacrer à la campagne des élections municipales de 2001 à Lille. Ses attributions ministérielles reviennent à Élisabeth Guigou. Ce départ du gouvernement surprend, puisque les 35 heures ne sont pas entrées en application, entre autres, dans les hôpitaux. La presse souligne qu’elle part alors qu’elle reste très populaire dans l’opinion et lui prête des ambitions nationales. Martine Aubry justifie sa décision de la façon suivante : « Quand on fait de la politique, c'est bien d'avoir l'occasion, comme cela a été mon cas, de prendre des décisions à l'échelle du pays, mais il est aussi important de pouvoir repartir sur le terrain […]. Il y a des visages derrière les problèmes ».

L’ancien Premier ministre Pierre Mauroy, à qui Martine Aubry succède à la mairie de Lille en 2001.

Lors du scrutin, qui est marqué par une abstention très importante (53 %), la liste qu’elle conduit réunit 34,5 % au premier tour, puis 49,6 % au second à la faveur d’une triangulaire opposant sa liste à celles menées par Christian Decocq (RPR, 37,5 %) et Philippe Bernard (FN, 12,9 %). Ce résultat est jugé décevant au vu du dynamisme de sa campagne, des sondages — qui lui accordaient des scores jamais atteints par Pierre Mauroy — et de l’ancrage à gauche de Lille,. Elle est élue maire par le conseil municipal de Lille le 25 mars 2001, devenant la première femme élue à la tête de la ville. De nombreux socialistes ont perdu leur mandat après qu’elle a concédé dix sièges de conseillers municipaux aux Verts — qui ont triplé leur score par rapport à 1995 — dans le cadre d’un accord de fusion en vue du second tour, ainsi que quatre postes d’adjoints à ceux-ci. En outre, Pierre Mauroy conserve la présidence de la très influente communauté urbaine, pourtant convoitée par l’ancienne ministre : cette structure possède en effet un budget cinq fois supérieur à celui de la mairie de Lille et a bénéficié d’un transfert de compétences de celle-ci juste avant les élections,.
Ses premiers mois à la mairie sont difficiles. En décembre 2003, dix-huit mois après son échec aux élections législatives dans une circonscription du Nord considérée comme imperdable par la gauche, un sondage Sofres indique qu'une majorité de Lillois ne souhaitent pas qu’elle soit candidate à un second mandat, une situation très rare pour un maire après seulement deux années en fonction. Si sa politique est jugée positivement, c’est sa personnalité qui semble déplaire : les deux tiers des sondés la jugent « têtue » tandis que de nombreux articles de presse font état de son côté technocratique et autoritaire ainsi que de maladresses répétées. Face aux critiques, elle annonce qu’elle sera présente à Lille six jours sur sept et qu’elle sera davantage sur le terrain. Cependant, y compris chez ses adversaires, son dynamisme et sa capacité de travail sont reconnus.
Elle gagne en popularité de façon significative avec l'opération « Lille 2004 (capitale européenne de la culture) », qui modifie l’image de la ville. Cette initiative, qui succède notamment à la candidature ratée pour accueillir les Jeux olympiques, propose 2 500 événements culturels, parmi lesquels des fêtes et des expositions, comme la grande exposition Rubens au Palais des beaux-arts de Lille. Pour un budget s'élevant à 73 millions d'euros, dont environ la moitié est apportée par la ville et la région Nord-Pas-de-Calais, des infrastructures sont créées (douze « Maisons Folies ») ou rénovées (opéra de Lille). Pour Martine Aubry, avec ses neuf millions de visiteurs, cet événement « a fait gagner dix ans de notoriété à la ville ». Le 14 octobre 2006, elle lance « Lille 3000 », l'après-« Lille 2004 », qui pare pour trois mois sa ville aux couleurs de l'Inde, et propose au public de nombreuses manifestations culturelles : près d'un million de visiteurs sont accueillis à cette occasion.
En 2005, elle persiste dans l'intention première (et unanimement partagée au départ) de maintenir le LOSC dans le Stade Grimonprez-Jooris, agrandi dans la zone classée de la citadelle de Lille. Le permis de construire qu'elle attribue est annulé en appel puis en cassation. Un projet de construction d'un nouveau grand stade dans la métropole lilloise est alors lancé par Lille Métropole Communauté urbaine.
Elle met en œuvre un nouveau partage de l'espace public entre piétons, voitures et vélos, et lance le Projet de renouvellement urbain à Lille-Sud et dans le quartier de Moulins, « Lille, ville de la solidarité », « Lille Plage », ou encore « Lille Neige ». De 2000 à 2008, la mairie de Lille accorde des créneaux horaires, dans une piscine de la ville, à un groupe de femmes. Cette mesure, adoptée durant le mandat de Pierre Mauroy, vaut à Martine Aubry des critiques pour atteinte au principe de laïcité car il s'agirait d'un groupe de femmes musulmanes, tandis que la mairie affirme qu'il s'agissait d'un « créneau d’une heure d’aquagym pour des femmes obèses »,.

#### Renforcement de son ancrage (2008-2020)

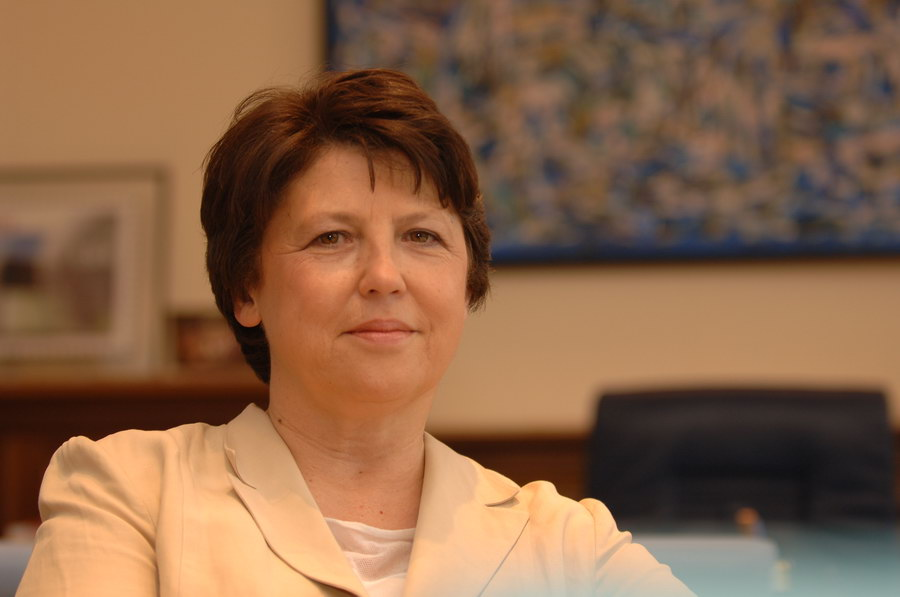
Martine Aubry en 2008.

La liste conduite par Martine Aubry l'emporte à Lille lors du second tour des élections municipales de mars 2008, face à la liste UMP conduite par Sébastien Huyghe, avec un score de 66,6 %, mais dans un contexte de forte abstention (55,6 %). Elle réalise ainsi un score historique pour un scrutin municipal à Lille, en partie grâce à une alliance avec les listes des Verts et du MoDem, ayant respectivement obtenu 11,6 et 7,8 % des voix au premier tour. Elle offre ainsi à Jacques Richir, ex-chef de file UDF et ancien membre de l'opposition lilloise, un poste d'adjoint. Martine Aubry est l'une des rares femmes à diriger une ville de plus de 100 000 habitants.
Un mois plus tard, le 18 avril 2008, elle succède à Pierre Mauroy à la tête de Lille Métropole Communauté urbaine, forte d'un accord de majorité avec les groupes des Verts et du MoDem, ainsi que le groupe Métropole Passions Communes réunissant les élus de 41 petites communes de la métropole.
De mars à juillet 2009, a lieu la deuxième saison de Lille 3000, intitulée « Europe XXL », qui a pour thème principal les pays d'Europe orientale et Istanbul. À cette occasion, la gare de Lille-Saint-Sauveur est reconvertie en espace culturel. Dans le même temps, elle participe à l'inauguration d'Euratechnologies, pôle consacré aux nouvelles technologies. L'année suivante, en 2010, pour la première fois en France, la Galerie Saatchi de Londres présente à Lille plus de soixante œuvres de sa collection d'art contemporain. Le 6 octobre 2012, est lancée la troisième saison de Lille 3000, intitulée « Fantastic ».
Lille compte, en 2011, 25 % de logements sociaux ; Martine Aubry en espère 30 % d'ici la fin de son deuxième mandat, en 2014. Pour lutter contre les prix élevés dans l'immobilier, quand la mairie vend des terrains, elle oblige les promoteurs à réserver 30 % d'offre sociale dans les immeubles construits.

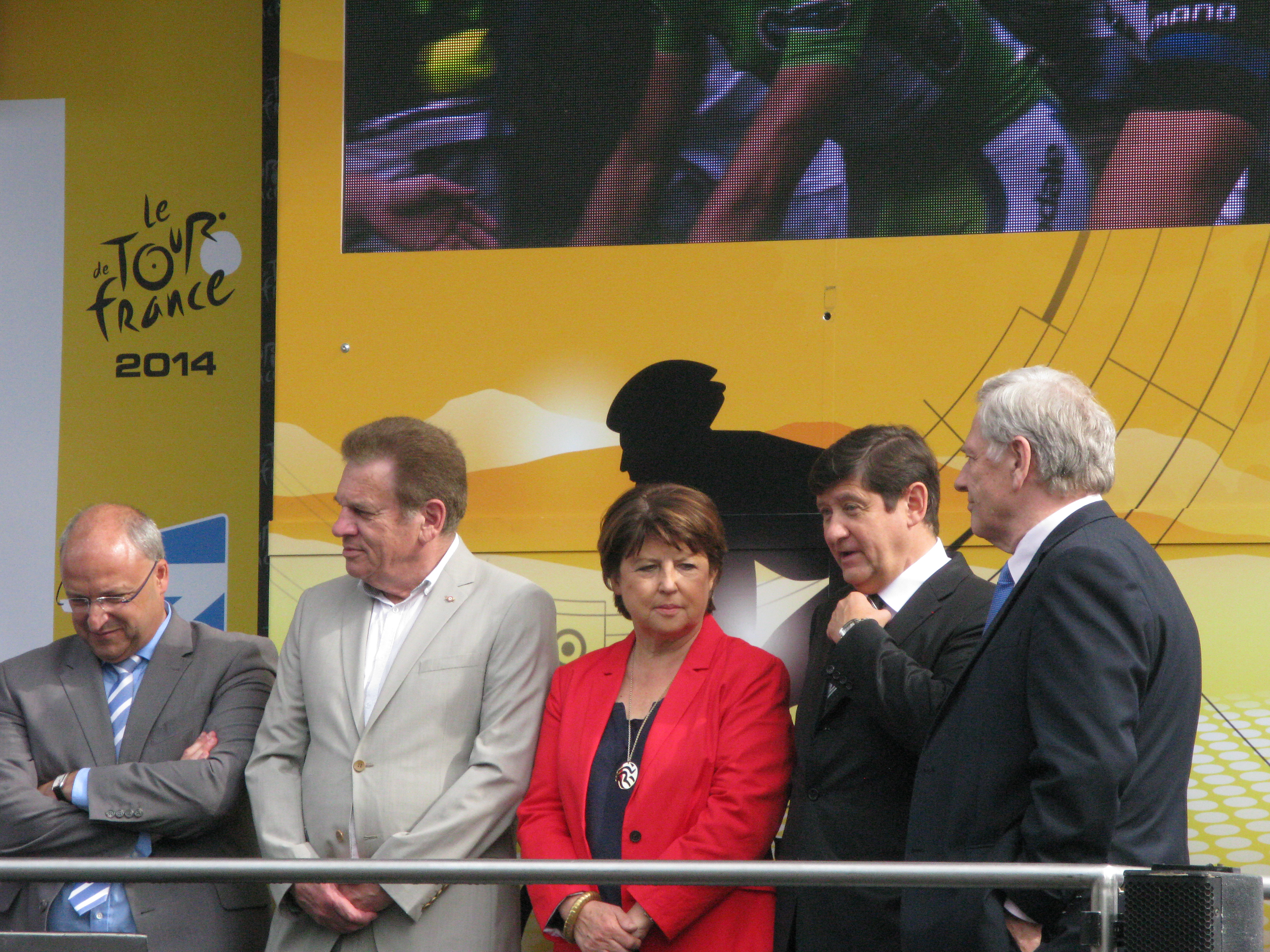
Martine Aubry entourée par (de gauche à droite) Damien Castelain, Gérard Caudron, Patrick Kanner et Pierre de Saintignon, lors de l'arrivée de la 4e étape du Tour de France 2014, à Villeneuve-d'Ascq (Nord).

Le 23 mars 2014, alors qu'elle brigue un nouveau mandat, la liste qu'elle conduit arrive en tête du premier tour des élections municipales avec 34,85 % des voix, soit 11,2 points de moins qu'en 2008. Elle l'emporte une semaine plus tard avec 52,05 % des suffrages, contre 29,71 % à la liste UMP conduite par Jean-René Lecerf et 18,22 % à la liste du Front national. Elle est réélue par le conseil municipal le 4 avril 2014.
Dans le même temps, défaite à Roubaix et Tourcoing, la gauche perd la majorité à la communauté urbaine de Lille. Martine Aubry, dont les chances de réélection sont compromises, décide alors de ne pas se représenter. Face à la possibilité de victoire du candidat UMP, Bernard Gérard, elle apporte son soutien au maire sans étiquette de Péronne-en-Mélantois, Damien Castelain, qui lui succède le 18 avril 2014. Cette élection met un terme à la domination de la gauche, qui présidait la communauté urbaine depuis sa création, en 1967.

#### Une quatrième élection difficile (2020)
Après avoir déclaré qu’elle ne souhaitait pas accomplir un quatrième mandat de maire, elle se présente aux élections municipales de 2020. Elle justifie sa candidature par son souhait de faire « rempart » au président Emmanuel Macron. Dans ce bastion socialiste depuis un siècle, elle est considérée comme étant la seule à pouvoir faire gagner une liste PS. Son action en matière d'urbanisme et de culture joue en sa faveur, mais elle semble plus isolée que précédemment, sans « dauphin » et sans son bras droit, Pierre de Saintignon, mort en 2019.
Sa liste arrive en tête du premier tour avec 29,8 % des voix, soit son plus mauvais score depuis son arrivée à Lille, devant la liste EÉLV de Stéphane Baly (24,5 %). Entre les deux tours, elle refuse la fusion avec la liste écologiste, rompant avec la tradition lancée en 1977 par Pierre Mauroy. Après cette décision, les études d’opinion indiquent qu'elle est pour la première fois menacée de perdre la mairie ; éliminé au premier tour, le chef de file de l'opposition de la droite lilloise, Marc-Philippe Daubresse, appelle alors à voter en sa faveur afin d’empêcher une victoire des Verts, qu’il qualifie de « fous furieux ». Après que les sondages de sortie des urnes l’ont donné battue, Martine Aubry l'emporte finalement avec une avance de 227 voix, obtenant 40,0 % des suffrages exprimés contre 39,4 % pour la liste EÉLV et 20,6 % à la liste LREM,. Les recours de ses opposants EÉLV et LREM pour irrégularités électorales sont rejetés en mars 2021 par le tribunal administratif de Lille.
En juillet 2020, pour empêcher la victoire de la droite, Martine Aubry choisit de soutenir à nouveau Damien Castelain à la présidence de la métropole européenne de Lille (ex-communauté urbaine), et ce malgré les plusieurs mises en examen dont celui-ci fait l'objet, notamment pour recel d'abus de confiance,.

#### Dernières années (2020-2025)
Le 6 mars 2025, à un an des élections municipales, Martine Aubry annonce qu'elle va quitter ses fonctions, indiquant souhaiter « laisser la place à une nouvelle génération »,,. Le 21 mars, conformément à ce qu'elle souhaitait, le conseil municipal élit son premier adjoint, Arnaud Deslandes, pour lui succéder.

### Figure du Parti socialiste

#### Débuts et ascension (1974-2002)
Militante à la CFDT, Martine Aubry adhère en 1974 au Parti socialiste (PS), alors dirigé par François Mitterrand. Elle progresse au sein du parti grâce à son expertise sur les questions économiques et sociales.

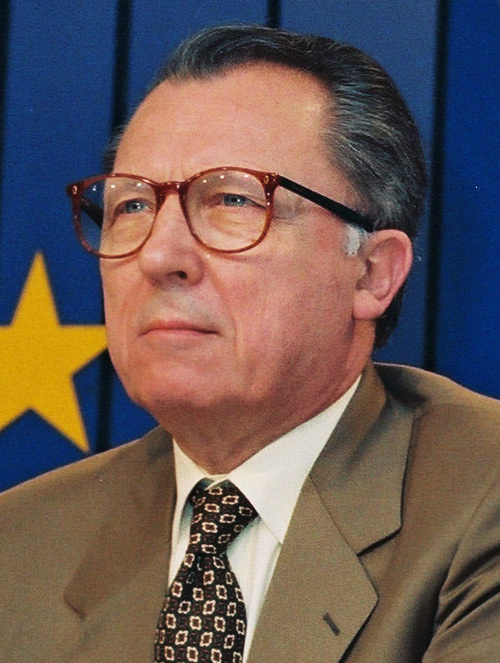
Après le retrait de son père, Jacques Delors, en vue de l'élection présidentielle de 1995, la candidature de Martine Aubry est un temps envisagée.

En décembre 1994, son père, Jacques Delors, qui est considéré comme le seul socialiste capable de battre la droite à l'élection présidentielle de 1995, renonce à se présenter. L'hypothèse de la candidature de Martine Aubry, qui bénéficie d'une popularité élevée, est alors évoquée par plusieurs responsables socialistes, parmi lesquels Élisabeth Guigou et Dominique Strauss-Kahn. Le mois suivant, selon un sondage Sofres, 54 % des sympathisants de gauche estiment qu'elle serait une bonne candidate. Âgée de 44 ans, elle ne souhaite cependant pas encore se présenter, estimant ne pas remplir toutes les conditions pour être candidate. Finalement, Lionel Jospin est désigné candidat par les militants socialistes lors d'une primaire. Il confie à Martine Aubry et à Claude Allègre l'élaboration de son programme présidentiel, puis la choisit comme porte-parole de sa campagne. Lors d'un meeting, le 18 avril 1995, il la qualifie de « femme politique la plus brillante d'aujourd'hui », tandis que la possibilité de sa nomination au poste de Premier ministre en cas de victoire de la gauche circule. Au second tour de l'élection présidentielle, Jacques Chirac l'emporte face à Lionel Jospin. Ce dernier devient par la suite premier secrétaire du Parti socialiste, et propose à Martine Aubry la place de numéro deux, qu'elle refuse.
En 2000, elle fonde le groupe de réflexion politique « Réformer », avec Adeline Hazan, François Lamy, Marylise Lebranchu, Jean Le Garrec, Jean-Pierre Sueur et Michel Wieviorka. Cette même année, elle devient secrétaire nationale du Parti socialiste.

#### «Traversée du désert» (2002-2008)
L'hypothèse d’une candidature de Martine Aubry à l'élection présidentielle de 2002 est évoquée : un sondage réalisé par la Sofres indique qu'elle ferait presque jeu égal avec Jacques Chirac en termes d'intentions de vote. Après la déclaration de candidature de Lionel Jospin, elle est à nouveau présentée comme possible Premier ministre en cas de victoire de la gauche. Les enquêtes d'opinion la placent alors en tête des personnalités que les Français voudraient voir à Matignon, notamment devant Dominique Strauss-Kahn. En tandem avec ce dernier, elle est porte-parole de la campagne de Lionel Jospin, qui est éliminé dès le premier tour du scrutin présidentiel.
À l’issue du second tour des élections législatives de juin 2002, de nouveau candidate dans la cinquième circonscription du Nord, réputée imprenable par la droite, Martine Aubry est battue de 1 044 voix par le candidat UMP Sébastien Huyghe. Bien que réputée cuirassée (elle est parfois surnommée la « dame de fer française »), son échec la fait fondre en larmes devant les caméras au soir du second tour. Dans le même temps, La Dame des 35 heures, ouvrage de Philippe Alexandre et de Béatrix de L'Aulnoit dans lequel elle est présentée comme cassante et extrêmement ambitieuse, connaît un important succès en librairies. Dès lors, elle reste relativement discrète sur le plan national, se consacrant uniquement à son mandat de maire.
En décembre 2004, elle est chargée, avec Dominique Strauss-Kahn et Jack Lang, de préparer un projet politique en vue des échéances électorales de 2007. Comme la plupart des dirigeants socialistes, elle se prononce en faveur de l'adoption du Traité constitutionnel européen, qui sera repoussé par référendum, le 29 mai 2005, par 54,7 % de « non ».
Martine Aubry annonce qu'elle n'a pas l'intention d'être candidate aux élections législatives de 2007 dans une circonscription qui n'est pas « lilloise », comme c'est le cas pour la cinquième. Elle envisage de se présenter dans la circonscription de l'hôtel de ville, la deuxième, détenue depuis près de trente ans par le socialiste Bernard Derosier, qui, après avoir hésité, décide de briguer un nouveau mandat. Martine Aubry reproche alors à François Hollande, premier secrétaire du Parti socialiste, de n'avoir rien fait pour l'aider à se présenter.

#### Retour lors du congrès de Reims (2008)

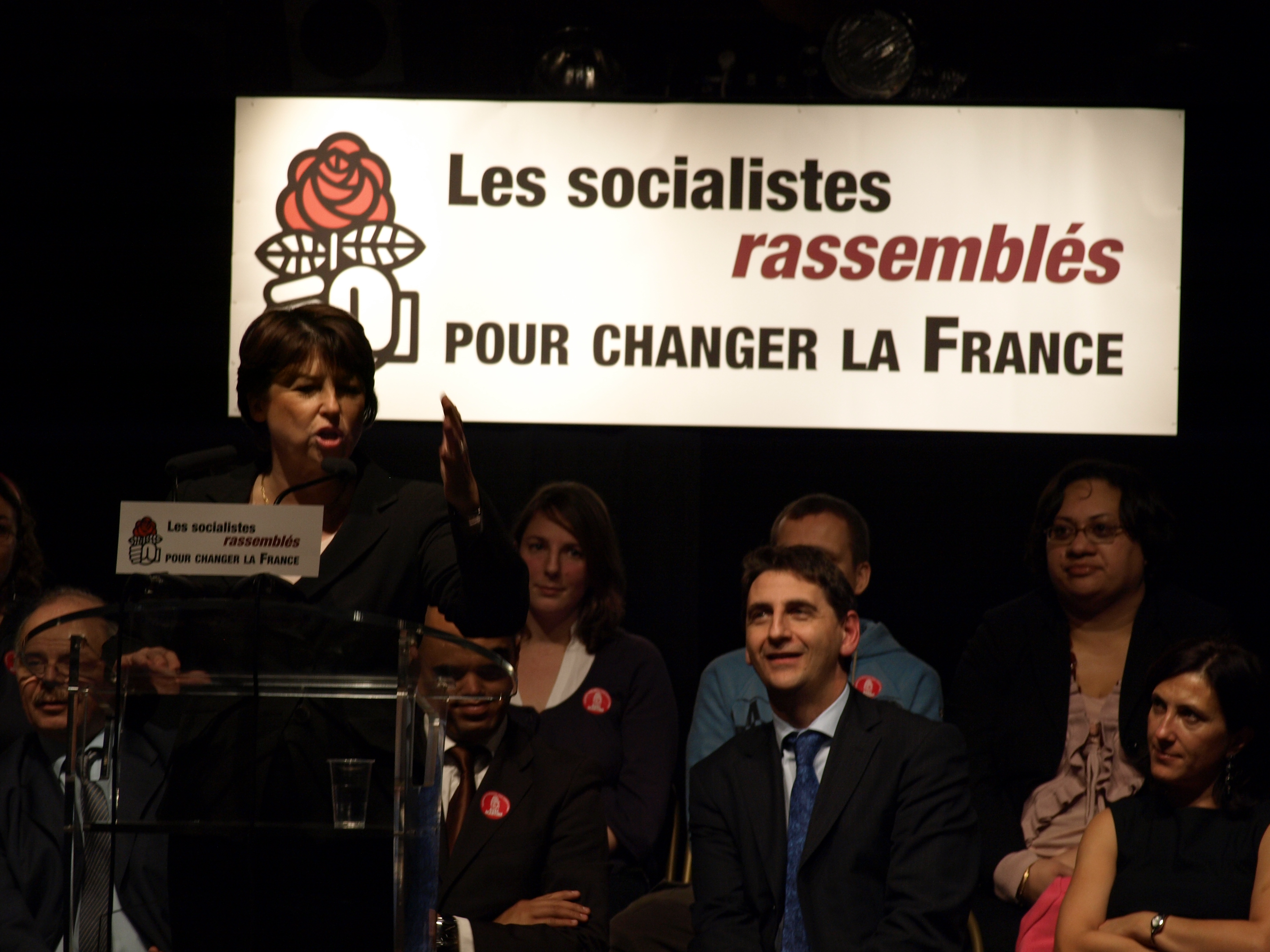
Martine Aubry en campagne pour la fonction de premier secrétaire du Parti socialiste (Aubervilliers, 19 novembre 2008).

Après sa réélection à la mairie de Lille en 2008, elle est ouvertement sollicitée pour prendre la succession du premier secrétaire du Parti socialiste, François Hollande, à l'issue du congrès de Reims, prévu en novembre 2008. N'ayant pas fait acte de candidature comme Ségolène Royal, elle est toutefois la première signataire d'une contribution intitulée « Une vision pour espérer, une volonté pour transformer », cosignée par Pierre Mauroy, Jack Lang, Adeline Hazan, François Lamy, et soutenue par les fédérations du Nord et du Pas-de-Calais.
Lors du conseil national de synthèse du 23 septembre 2008, elle présente la motion « Changer à gauche pour changer la France » dont elle est la première signataire, texte sur lequel elle rassemble ses proches (Marylise Lebranchu, François Lamy, Adeline Hazan), une partie des amis de Dominique Strauss-Kahn (Jean-Christophe Cambadélis, Jean-Paul Huchon, Jean-Jacques Urvoas, Laurent Baumel), de Laurent Fabius (Claude Bartolone, Guillaume Bachelay) et d'Arnaud Montebourg (Christian Paul, Paul Alliès). On retrouve également des proches de Benoît Hamon, comme David Lebon et Gwenegan Bui, deux anciens présidents du Mouvement des jeunes socialistes.
Lors du vote des militants du 6 novembre 2008, cette motion recueille 24,3 % des suffrages exprimés et occupe la troisième place, juste derrière la motion de Bertrand Delanoë (25,2 %) et celle de Ségolène Royal (29,1 %). Le 15 novembre, après que le congrès de Reims n'a pas réussi à dégager de synthèse, Martine Aubry annonce sa candidature au poste de premier secrétaire.
Le 20 novembre 2008, lors du premier tour de l'élection du premier secrétaire du Parti socialiste, elle se qualifie pour le second tour avec 34,7 % des votes des militants socialistes, derrière Ségolène Royal (42,4 %) mais devant Benoît Hamon (22,8 %), qui appelle aussitôt à voter « massivement » pour elle,. Le lendemain, le 21 novembre, Martine Aubry arrive en tête du second tour, devançant Ségolène Royal de seulement 42 voix. Ce résultat est immédiatement contesté par les partisans de cette dernière, qui exige un nouveau vote. Finalement, les résultats officiels validés le 25 novembre par le conseil national du PS font état d'un écart de 102 voix : Martine Aubry est officiellement élue première secrétaire du Parti socialiste par 67 451 suffrages (50,04 %) contre 67 349 (49,96 %) pour Ségolène Royal. Elle devient la première femme à exercer cette fonction.
En septembre 2009, les journalistes Antonin André et Karim Rissouli publient un livre, Hold-uPS, arnaques et trahisons, dans lequel ils accusent les partisans de Martine Aubry d'avoir falsifié à leur profit les résultats du second tour. En réaction, Martine Aubry juge l'ouvrage « malveillant avec tous les socialistes ».

#### Première secrétaire du parti (2008-2012)

##### Actions au PS

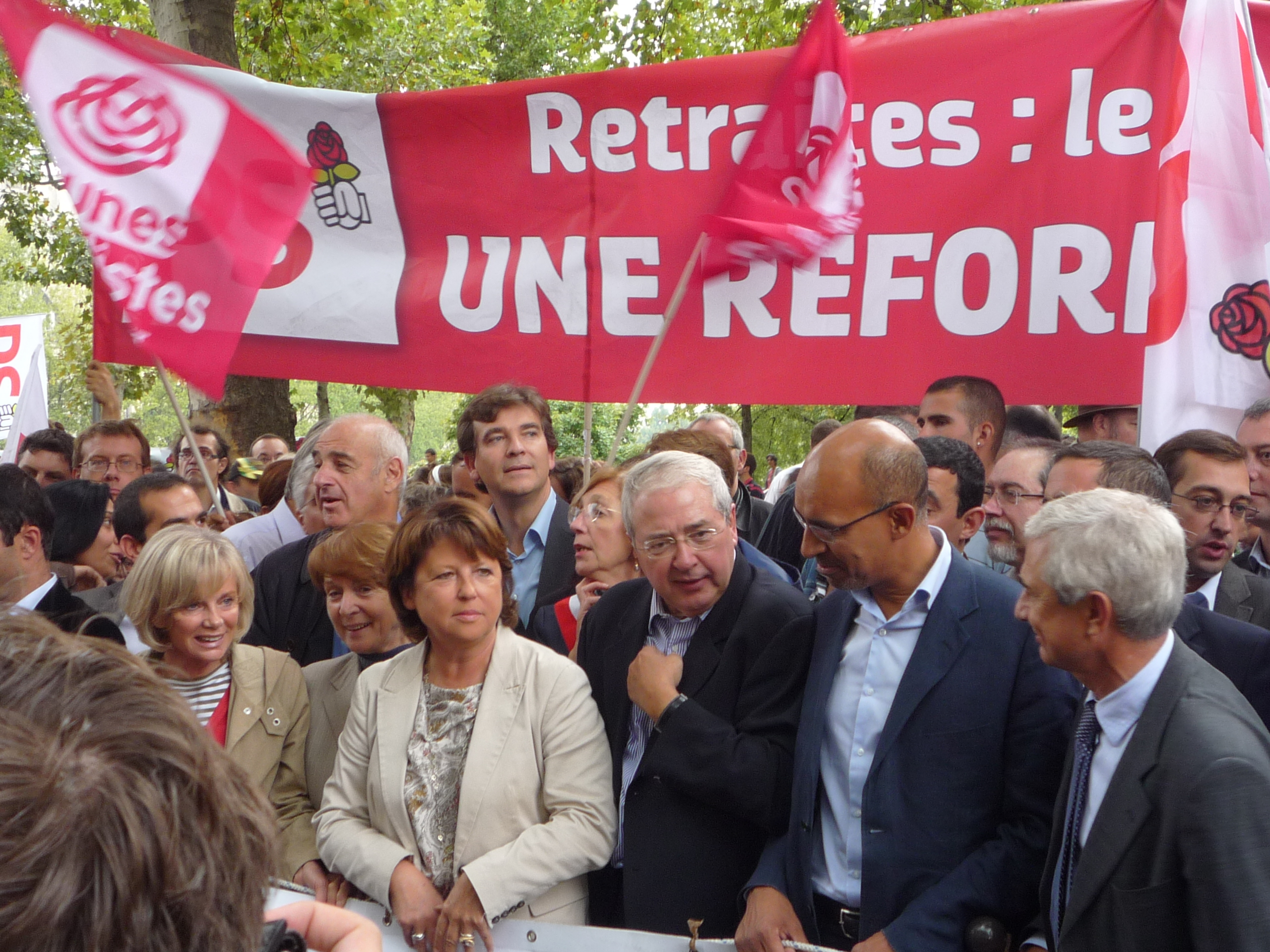
Défilé de responsables socialistes contre la réforme des retraites de 2010 (Paris, 23 septembre 2010).

À la suite de son élection comme première secrétaire, Martine Aubry connaît une hausse de popularité, gagnant notamment onze points dans le baromètre TNS Sofres et neuf points chez l'Ifop. Avec jusqu'à 67 % d'opinions favorables, elle devance largement Ségolène Royal,.
Bien que ne se présentant pas aux élections européennes de 2009, elle s'implique dans ce scrutin qui voit son parti subir un revers, puisque le nombre d'élus socialistes au Parlement européen passe de 31 à 14, à égalité avec Europe Écologie.
En janvier 2010, Martine Aubry amorce un changement de position du Parti socialiste sur le sujet des retraites, estimant « qu'on doit aller, qu'on va aller très certainement vers 61 ou 62 ans », avant de revenir sur ses propos en défendant la retraite à 60 ans. Dans le même temps, sa popularité, en baisse depuis 2008, remonte et les commentateurs politiques l'estiment désormais « présidentiable »,. Alors qu'elle n'exclut pas d'être candidate à la primaire socialiste pour l'élection présidentielle de 2012, les médias se font l'écho du « pacte de Marrakech », qui prévoit une concertation entre elle et Dominique Strauss-Kahn, directeur général du FMI, en vue de ce scrutin,.

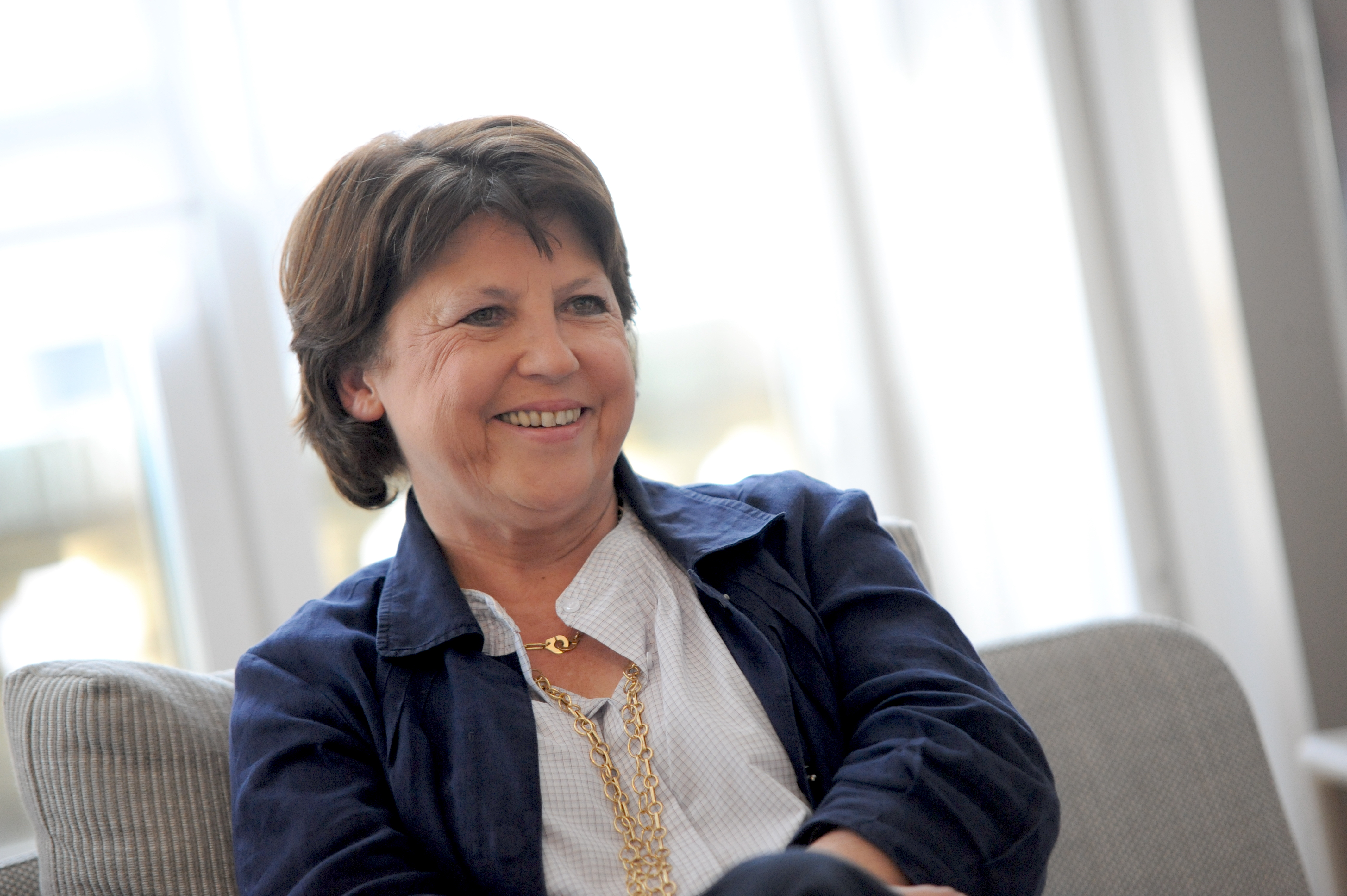
Martine Aubry en 2010.

Elle s'investit dans la campagne des élections régionales de 2010 en effectuant de nombreux déplacements en France. Pendant l'entre-deux tours, elle négocie avec Cécile Duflot et Marie-George Buffet la fusion des listes socialistes avec celles d'Europe Écologie et du Front de gauche. Au second tour, les listes d'union de la gauche remporte 23 des 26 régions françaises : des commentateurs politiques et des responsables socialistes attribuent alors la victoire à Martine Aubry, tandis que d'autres considèrent qu'il s'agit avant tout de la victoire des présidents de régions sortants.
Après ce succès électoral, elle lance un appel pour une « société du care », « une société du bien-être et du respect, qui prend soin de chacun et prépare l'avenir » ; cette initiative reçoit un accueil mitigé au sein même du PS et elle n'y fait guère plus référence par la suite. En juin 2010, elle fait adopter par le conseil national du parti un plan de rénovation qui prévoit le déroulement d'une primaire présidentielle à l'automne 2011, le non-cumul des mandats par les élus socialistes à partir de 2012 (initialement dès 2011) et la parité intégrale dans les instances du PS. Le projet du parti pour l'élection présidentielle, dont elle a contribué à l'élaboration, est approuvé par 95 % des adhérents votants en mai 2011.

##### Primaire présidentielle de 2011
Le 14 mai 2011, Dominique Strauss-Kahn, favori des sondages, est arrêté à New York, puis inculpé pour agression sexuelle. Martine Aubry parle de « coup de tonnerre », tandis que les médias estiment que les cartes sont rebattues en vue de la présidentielle de 2012,. Alors que Le Nouvel Observateur avait annoncé début mai qu'elle avait renoncé à se présenter à la primaire socialiste au profit de Dominique Strauss-Kahn, Élisabeth Guigou estime que ce dernier n'avait pas encore décidé de se présenter et que Martine Aubry pense à la présidentielle depuis le retrait de son père en 1994. De même, des sources concordantes établissent sa détermination à se présenter si elle se juge en situation.
Tandis que ses partisans la présentent comme la candidate « légitime » du Parti socialiste, Martine Aubry déclare le 22 mai qu'elle prendra ses « responsabilités » le moment venu. Les enquêtes d'opinion la placent alors devant Ségolène Royal, mais derrière l'ancien premier secrétaire du PS François Hollande, qui fait figure de nouveau favori,.

Logotype de Martine Aubry à la primaire citoyenne de 2011.

Le 28 juin 2011, date d'ouverture officielle du dépôt des candidatures à la primaire, elle annonce sa « candidature à l'élection présidentielle » depuis son fief de Lille. Conformément à ce qu'elle avait fait savoir, Martine Aubry se retire provisoirement de la direction du Parti socialiste, sans pour autant démissionner. Harlem Désir, numéro 2 du parti, est chargé d'assumer ses fonctions jusqu'à la fin du processus de la primaire.
À l'été 2021, elle comble en partie son retard sur François Hollande, le devançant même dans certains sondages, et paraît autant en mesure que lui de battre le président sortant, Nicolas Sarkozy, au second tour de l'élection présidentielle.
En août 2011, devant l'aggravation de la crise financière mondiale ayant commencé en 2007, elle dit souhaiter le retour à un déficit inférieur à 3 % du PIB d'ici à 2013, notamment en affectant la moitié des marges de manœuvre au désendettement du pays et en instaurant une importante réforme de la fiscalité. Elle propose trois mesures immédiates : suppression de 10 milliards de niches fiscales, lancement d'un plan d'action pour l'emploi des jeunes financé par la suppression de la défiscalisation des heures supplémentaires, baisse de 20 % de l'impôt sur les sociétés qui réinvestissent et augmentation de 40 % pour celles qui privilégient les dividendes. En cas d'élection à la présidence de la République, elle promet de faire de l'emploi, de l'éducation et de la sécurité ses priorités.
Au soir du premier tour de la primaire socialiste, le 9 octobre 2011, alors que les sondages de fin de campagne accordaient à François Hollande une avance de 10  à   15 points, Martine Aubry accède au second tour en recueillant 30,42 % des voix, contre 39,17 % à François Hollande. Pendant l'entre-deux tours, qui est marqué par des tensions entre les deux candidats, elle met notamment en avant son expérience politique et sa capacité à rassembler l'ensemble de la gauche en vue de l'élection présidentielle de 2012. Le 16 octobre, alors que les quatre candidats éliminés au premier tour ont apporté leur soutien à son adversaire, Martine Aubry est battue, obtenant 1 233 899 voix, soit 43,43 %. Le soir-même, elle salue la victoire de François Hollande et annonce qu'elle retrouve ses fonctions de première secrétaire du PS.

##### Élections nationales de 2012

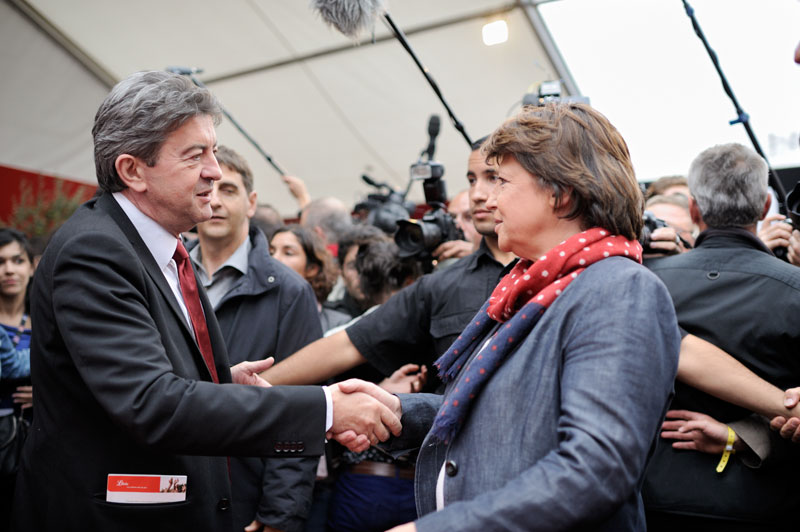
Martine Aubry et Jean-Luc Mélenchon en 2011.

Par la suite, elle participe à la campagne de François Hollande, qui remporte l'élection présidentielle, le 6 mai 2012. L’accord de gouvernement négocié pendant la campagne présidentielle entre Martine Aubry et Cécile Duflot, que François Hollande puis Emmanuel Macron reprendront à leur compte, met en place notamment le basculement de la politique énergétique vers un désengagement du nucléaire : il prévoit d’abaisser de 75 % à 50 % la part du nucléaire dans le mix électrique d’ici à 2025, ce qui équivaut, selon la Cour des comptes, à la fermeture de 17 à 20 réacteurs.
Alors qu'elle fait partie des ténors du PS pressentis par les médias pour devenir Premier ministre, le nouveau président de la République choisit Jean-Marc Ayrault ; la presse explique ce choix par les relations difficiles que tous deux entretiennent de longue date. Martine Aubry refuse alors d'entrer au gouvernement et mène campagne pour les élections législatives en tant que première secrétaire du parti.

##### Démission
Alors que la presse s'interroge sur sa possible volonté de conserver ses fonctions de première secrétaire, elle confirme finalement sa décision de quitter la tête du PS et désigne Harlem Désir pour être le premier signataire de la motion unitaire qu'elle présente avec le Premier ministre, Jean-Marc Ayrault, au congrès de Toulouse, ce qui doit permettre à ce dernier de lui succéder. Ce mode de désignation suscite des critiques, y compris parmi les socialistes. Martine Aubry anticipe son départ et laisse Harlem Désir assurer l'intérim dès le 17 septembre 2012.

#### Présidence de François Hollande (2012-2017)
Après l'accession de François Hollande à la présidence de la République, elle est nommée représentante spéciale pour la Chine du ministre des Affaires étrangères.
Martine Aubry lance, le 1er décembre 2013, un groupe de réflexion, « Renaissance ». Elle s'entoure pour ce faire de plusieurs intellectuels dont l'économiste Daniel Cohen, le sociologue Michel Wieviorka, le généticien Axel Kahn ou encore la philosophe Fabienne Brugère
À l'été 2014, elle critique le projet de réforme territoriale du gouvernement, qui prévoit notamment la fusion de sa région du Nord-Pas-de-Calais avec la Picardie, ainsi que l'abandon de l'encadrement des loyers ; elle propose ainsi au Premier ministre, Manuel Valls, de mettre en place cette mesure dans sa ville de Lille. Le 19 octobre 2014, elle publie une contribution réclamant une réorientation de la politique économique menée par le gouvernement Valls, ce qui est perçu comme étant son retour sur la scène politique nationale,.
Après avoir déposé une contribution en vue du congrès de Poitiers de juin 2015, elle se rallie à la motion A déposée par le premier secrétaire sortant, Jean-Christophe Cambadélis.
En février 2016, elle cosigne une tribune dans Le Monde dans laquelle elle critique plusieurs aspects de la politique gouvernementale, notamment le pacte de responsabilité et de solidarité, la réforme du Code du travail, la possibilité de déchoir de la nationalité française les binationaux et le refus d’accueillir davantage d'immigrés ; avec d'autres personnalités de gauche, elle estime que « ce n'est plus simplement l'échec du quinquennat qui se profile, mais un affaiblissement durable de la France qui se prépare, et bien évidemment de la gauche »,.
Elle annonce en août 2016 qu'elle refuse de se présenter à la primaire citoyenne de 2017 en vue de l'élection présidentielle de 2017. En janvier 2017, elle appelle à voter pour Benoît Hamon au second tour de la primaire. Au second tour de l'élection présidentielle, elle appelle à voter pour Emmanuel Macron, mais avec une certaine réticence selon les médias,.

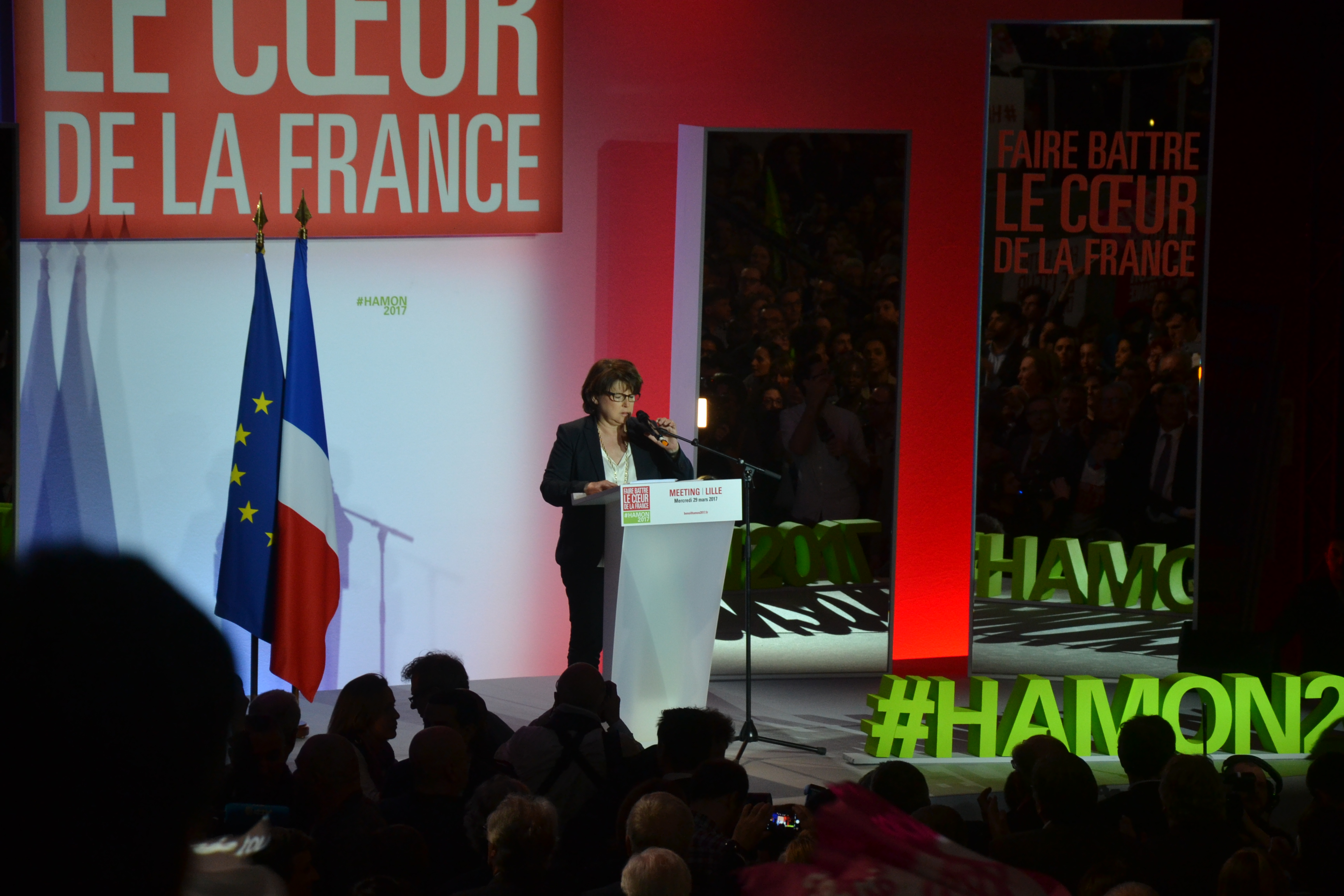
Martine Aubry lors d'un rassemblement de soutien à Benoît Hamon, candidat socialiste à l’élection présidentielle de 2017 (palais des sports Saint-Sauveur de Lille, 29 mars 2017).

Dans l'optique, selon les médias, de sa succession à la mairie de Lille, elle fait venir dans le Nord, fin 2014, « son fidèle bras droit », François Lamy. Manœuvrant au sein des instances du parti pour l'imposer sans passer par l'habituel vote des militants, elle lui obtient l'investiture dans la première circonscription du Nord pour les élections législatives de 2017,,. Celui-ci arrive en cinquième position du premier tour, avec seulement 9,1 % des voix, faisant ainsi perdre au Parti socialiste un fief jugé « imperdable ».

#### Présidence d'Emmanuel Macron (depuis 2017)
Quelques jours après l'élection d'Emmanuel Macron à l'Élysée en 2017, Martine Aubry participe, avec la maire de Paris Anne Hidalgo, l'ancienne ministre Christiane Taubira ainsi que des figures des mondes intellectuel et artistique, à la fondation du mouvement « Dès demain », une formation qui se dit ouverte à « tous les humanistes qui croient encore en l'action ».
Elle soutient la candidature d'Olivier Faure à la fonction de premier secrétaire du Parti socialiste lors du congrès d'Aubervilliers de 2018.
Pour l’élection présidentielle de 2022, elle donne son parrainage de maire à Anne Hidalgo, investie par les socialistes. Elle soutient ensuite Olivier Faure dans le cadre de l'alliance du PS avec d’autres partis de gauche au sein de la Nouvelle Union populaire écologique et sociale (NUPES) en vue des élections législatives de 2022.
Après s'être opposée au projet de réforme des retraites en 2020, elle décrit comme « un mépris inacceptable » la loi de 2023 repoussant l'âge légal de départ à la retraite de 62 à 64 ans, estimant que « ne pas entendre la rue ni le Parlement, on n'a jamais vu cela ». D'une façon générale, elle s'oppose au « libéralisme » d'Emmanuel Macron : dès 2015, lorsque celui-ci était ministre de l'Économie, elle déclarait : « Macron, comment vous dire ? Ras-le-bol ! ».
En 2023, une enquête préliminaire est ouverte à son encontre pour des faits présumés de corruption lors des élections municipales de 2020. Cette enquête concerne l’embauche, en mars 2020, de la championne de boxe Licia Boudersa à un poste d’animatrice sportive à la mairie de Lille après que la sportive a apporté son soutien à l’édile socialiste pendant la campagne. Le tribunal administratif avait, pour sa part, jugé l’affaire trop ténue, l’athlète ayant bénéficié de plusieurs contrats similaires depuis 2011,.

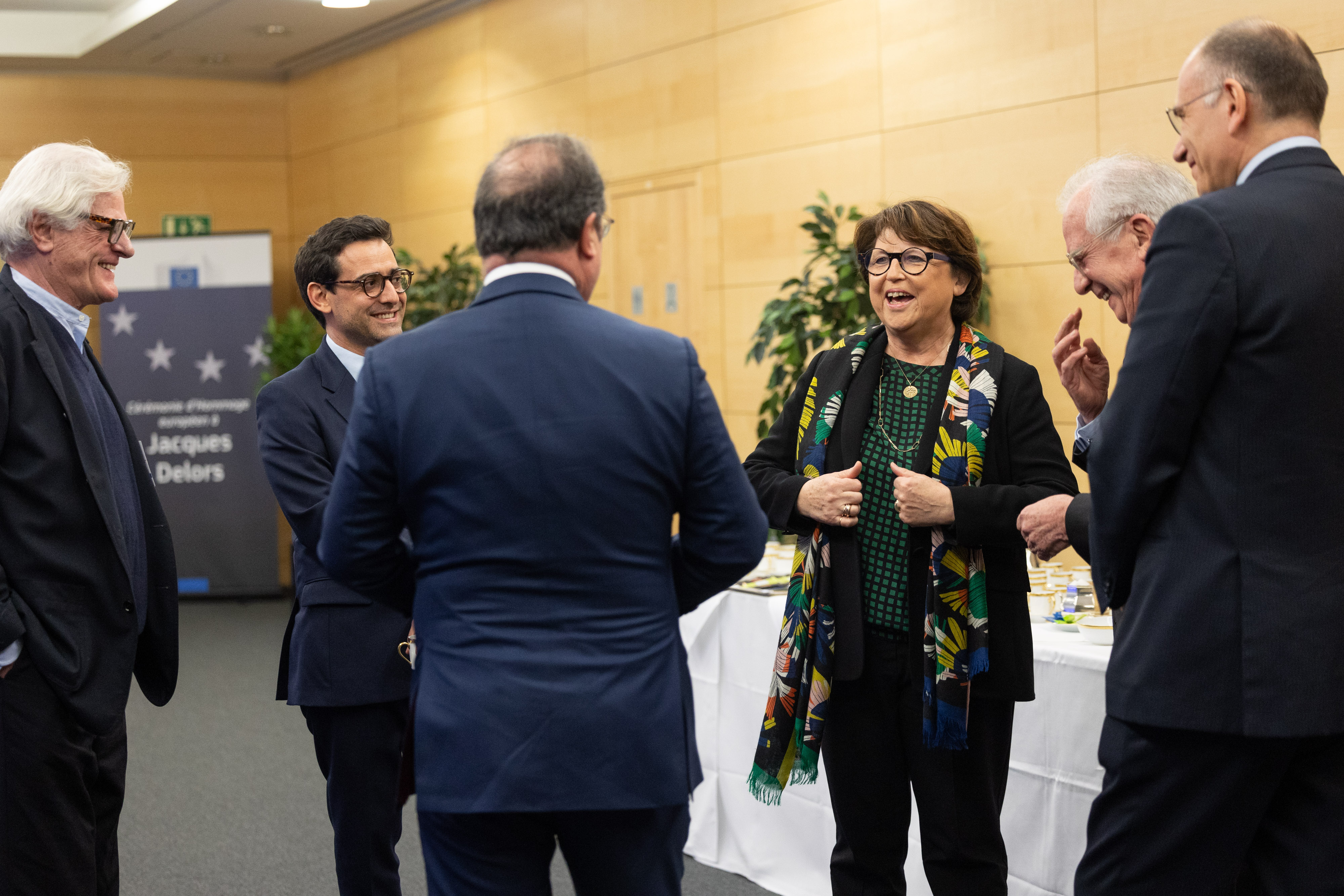
Martine Aubry avec notamment l'ancien président François Hollande et le ministre Stéphane Séjourné (Bruxelles, 2024).

À la suite des élections législatives anticipées de 2024, la coalition du Nouveau Front populaire (NFP) envisage de proposer son nom pour devenir Première ministre, Olivier Faure évoquant une « grande dame de la vie politique ». Elle décline cette proposition.

## Image et personnalité
Durant sa carrière politique, Martine Aubry apparaît pour ses adversaires comme autoritaire, peu encline aux compromis et à la délégation. Selon ses partisans, elle est courageuse, intègre, « bonne vivante » et a une véritable envergure de femme d’État. Au sein de son parti, elle ne se crée pas de courant durable. À son sujet, elle déclare : « Je dis les choses directement. Il faut savoir trancher. […] Je suis dure avec les puissants et douce avec les faibles ».
Au niveau national, son nom reste attaché à la réforme des 35 heures – à laquelle elle était pourtant initialement peu favorable après avoir été proche du monde de l'entreprise –, à la création de la CMU et des emplois-jeunes, ce qui la rend populaire au sein d'une gauche plutôt éloignée de la social-démocratie. Elle est souvent appelée « la dame des 35 heures » dans les médias,,. À Lille, son bilan est généralement salué, bien que les écologistes la critiquent dans les dernières années.

## Synthèse de son parcours
- 1975-1979 : administratrice civile au ministère du Travail.
- 1978 : professeur à l'École nationale d'administration (ENA).
- 1980-1981 : administratrice civile détachée au Conseil d'État.
- 1981 : conseillère technique, puis directrice adjointe du cabinet de Jean Auroux, ministre du Travail.
- 1983-1984 : chargée de mission auprès de Pierre Bérégovoy, ministre des Affaires sociales et de la Solidarité nationale.
- 1984-1987 : directrice des relations du travail au ministère du Travail, de l'Emploi et de la Formation professionnelle, puis au ministère des Affaires sociales et de l'Emploi.
- 1987 : maître des requêtes au Conseil d'État.
- 1989-1991 : directrice générale adjointe du groupe Péchiney.
- 1991-1993 : ministre du Travail, de l'Emploi et de la Formation professionnelle des gouvernements Cresson et Bérégovoy.
- 1993-1997 : présidente-fondatrice de la Fondation Agir contre l'exclusion.
- 1995-2001 : première adjointe au maire de Lille, chargée de l'action économique, et vice-présidente de la communauté urbaine de Lille.
- 1997 : députée de la cinquième circonscription du Nord.
- 1997-2000 : ministre de l'Emploi et de la Solidarité dans le gouvernement Jospin.
- 2000-2008 : membre du bureau national du PS (secrétaire nationale chargée du projet de 2000 à 2005, puis des affaires sociales et de l'emploi au pôle activités jusqu'en 2008).
- Depuis 2001 : maire de Lille, présidente de l'Institut Pasteur de Lille, présidente du CHRU.
- 2001-2008 : vice-présidente de communauté urbaine de Lille chargée du développement économique.
- 2006 : conseillère d'État en service ordinaire (hors tour) en disponibilité.
- 2008-2014 : présidente de la communauté urbaine de Lille.
- 2008-2012 : première secrétaire du Parti socialiste.
- 2010-2011 ; 2012-2013 ; depuis 2022 : présidente de l'Eurométropole Lille-Kortrijk-Tournai[161].
- 2011-2012 : vice-présidente de l'Eurométropole Lille-Kortrijk-Tournai.
- À partir de 2015 : membre du bureau national du Parti socialiste.

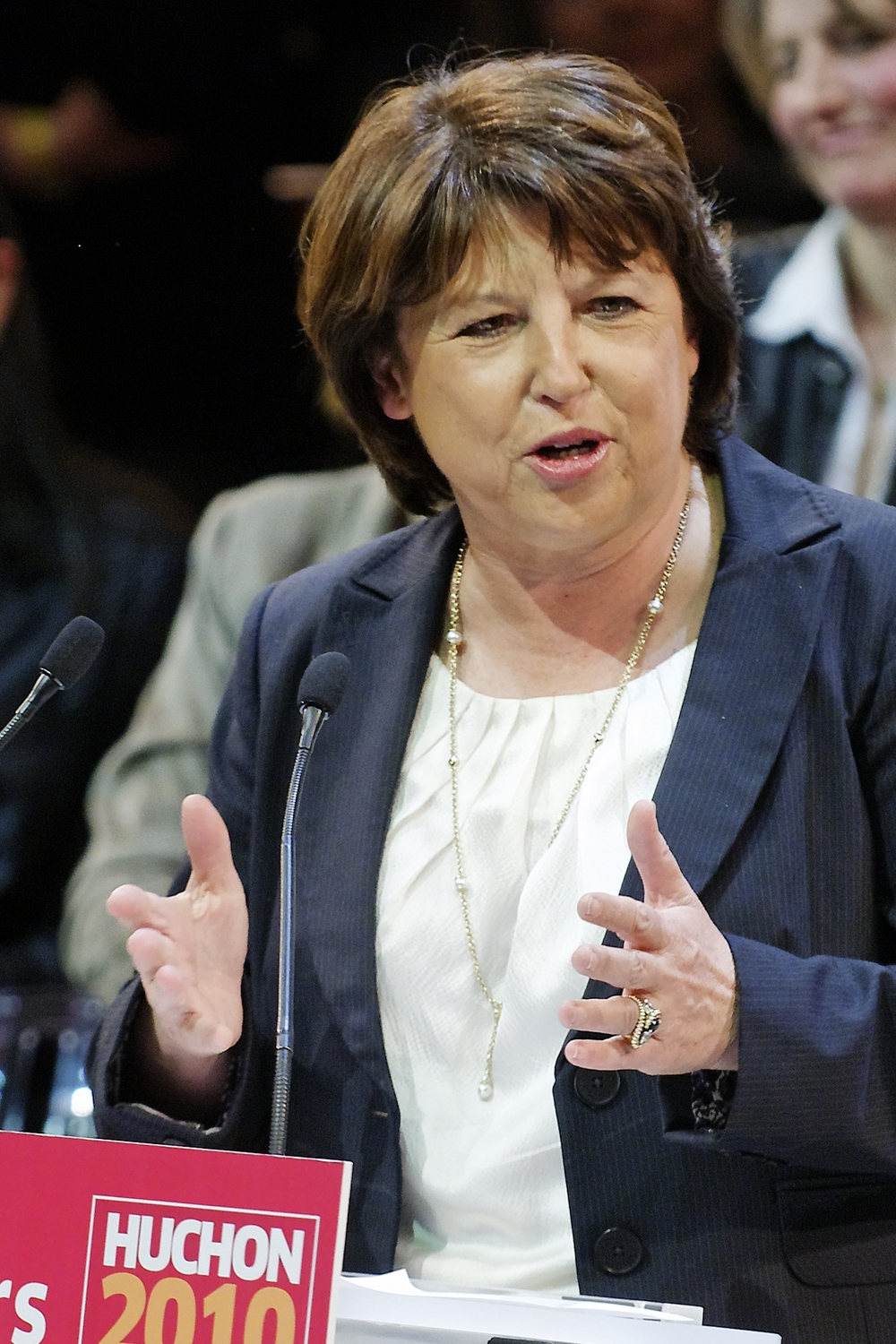
Martine Aubry lors de la campagne pour les élections régionales de 2010.

## Détail des résultats électoraux

### Élections législatives
| Année | Parti  | Parti | Circonscription | 1er tour | 1er tour | 1er tour | 2d tour | 2d tour | 2d tour |
| Année | Parti  | Parti | Circonscription | Voix     | %        | Rang     | Voix    | %       | Issue   |
| ----- | ------ | ----- | --------------- | -------- | -------- | -------- | ------- | ------- | ------- |
| 1997  |        | PS    | 5e du Nord      | 18 751   | 34,7     | 1re      | 32 475  | 60,8    | Élue    |
| 2002  | 15 822 | PS    | 5e du Nord      | 31,1     | 1re      | 23 449   | 48,9    | Battue  |         |

### Élections municipales
Les résultats ci-dessous concernent uniquement les élections où elle est tête de liste.
| Année | Parti  | Parti | Commune | 1er tour | 1er tour | 1er tour | 2d tour | 2d tour | 2d tour | Sièges obtenus | Sièges obtenus |
| Année | Parti  | Parti | Commune | Voix     | %        | Rang     | Voix    | %       | Rang    | CM             | CC             |
| ----- | ------ | ----- | ------- | -------- | -------- | -------- | ------- | ------- | ------- | -------------- | -------------- |
| 2001  |        | PS    | Lille   | 18 767   | 34,5     | 1re      | 26 939  | 49,6    | 1re     | 46 / 61        | NC             |
| 2008  | 27 202 | PS    | Lille   | 46,0     | 1re      | 35 226   | 66,6    | 1re     | 51 / 61 | NC             |                |
| 2014  | 19 422 | PS    | Lille   | 34,9     | 1re      | 29 125   | 52,1    | 1re     | 47 / 61 | 25 / 33        |                |
| 2020  | 11 832 | PS    | Lille   | 29,8     | 1re      | 15 389   | 40,0    | 1re     | 43 / 61 | 24 / 33        |                |

### Premier secrétariat du PS
| Année | Congrès | Congrès | 1er tour | 1er tour | 1er tour | 2d tour | 2d tour | 2d tour | 2d tour        |
| Année | Congrès | Congrès | Voix     | %        | Rang     | Voix    | %       | Issue   | Adversaire     |
| ----- | ------- | ------- | -------- | -------- | -------- | ------- | ------- | ------- | -------------- |
| 2008  |         | Reims   | 46 979   | 34,7     | 2e       | 67 451  | 50,04   | Élue    | Ségolène Royal |

### Primaire citoyenne de 2011
| Année | Parti | Parti | 1er tour | 1er tour | 1er tour | 2d tour   | 2d tour | 2d tour | 2d tour           |
| Année | Parti | Parti | Voix     | %        | Rang     | Voix      | %       | Issue   | Adversaire        |
| ----- | ----- | ----- | -------- | -------- | -------- | --------- | ------- | ------- | ----------------- |
| 2011  |       | PS    | 806 168  | 30,4     | 2e       | 1 233 899 | 43,4    | Battue  | François Hollande |

## Décorations
- Médaille de la sécurité intérieure, or (2023)[168]

## Publications

### Ouvrages
- 1982 : Pratique de la fonction personnelle : le management des ressources humaines, sous la direction de Dimitri Weiss, Éditions d'Organisation  (ISBN 978-2-7081-0477-8).
- 1994 : Le Choix d'agir, Albin Michel  (ISBN 978-2-226-06801-9).
- 1995 : Petit Dictionnaire pour lutter contre l'extrême droite, avec Olivier Duhamel, Éditions du Seuil  (ISBN 978-2-02-028127-0).
- 1997 : Il est grand temps, Albin Michel  (ISBN 978-2-226-09228-1).
- 2002 : C'est quoi la solidarité ?, Albin Michel  (ISBN 978-2-226-11018-3).
- 2003 : L'Important, c'est la santé, Éditions de l'Aube  (ISBN 978-2-87678-944-9).
- 2004 : Culture toujours : et plus que jamais !, Éditions de l'Aube  (ISBN 978-2-87678-990-6).
- 2004 : Réduire les fractures Nord/Sud : une utopie ?, Éditions de l'Aube  (ISBN 978-2-7526-0017-2).
- 2004 : Quel projet pour la gauche ?, Éditions de l'Aube  (ISBN 978-2-7526-0056-1).
- 2004 : Une vision pour espérer, une volonté pour transformer, Éditions de l'Aube  (ISBN 978-2-7526-0031-8).
- 2005 : Agir pour le Sud, maintenant !, Éditions de l'Aube  (ISBN 978-2-7526-0017-2).
- 2006 : Immigration : comprendre, construire, Éditions de l'Aube  (ISBN 978-2-7526-0223-7).
- 2008 : Et si on se retrouvait…, avec Stéphane Paoli et Jean Viard, Éditions de l'Aube  (ISBN 978-2-7526-0497-2).
- 2011 : Pour changer de civilisation, avec 50 chercheurs et citoyens, Éditions Odile Jacob  (ISBN 978-2-7381-2596-5).
- 2017 : participation à l'ouvrage collectif Qu'est-ce que la gauche ?, Fayard.

### Préfaces
- 1992 : Le chômage de longue durée : comprendre, agir, évaluer, actes du colloque Agir contre le chômage de longue durée, textes réunis par Patricia Bouillaguet et Christophe Guitton. Paris : Syros-Alternatives  (ISBN 978-2-86738-745-6).
- 1995 : Carnet de route d'un maire de banlieue : entre innovations et tempêtes, Paul Picard. Syros  (ISBN 978-2-84146-205-6).
- 1996 : Pauvretés, sous la dir. de Claire Brisset. Hachette  (ISBN 978-2-01-235180-6).
- 1997 : La nouvelle Grande-Bretagne : vers une société de partenaires, Tony Blair. La Tour-d'Aigues : Éditions de l'Aube  (ISBN 978-2-87678-310-2).
- 2000 : Emploi et travail : regards croisés, sous la dir de Jean Gadrey, Montréal (Québec) : l'Harmattan  (ISBN 978-2-7384-9096-4).
- 2002 : La Ville à mille temps, sous la dir de Jean-Yves Boulin  (ISBN 978-2-87678-694-3).
- 2002 : Notre-Dame de la Treille, du rêve à la réalité, Frédéric Vienne  (ISBN 978-2-912215-08-6).
- 2004 : Démocratie participative : Promesses et ambiguïté, Michel Falise. L'Aube  (ISBN 978-2-87678-916-6).
- 2004 : Notre Sébasto…pol : Mémoire d'un Théâtre 1903-2003, Edgar Duvivier. Publi-Nord  (ISBN 978-2-902970-56-8).
- 2005 : Un nouvel art de ville : Le projet urbain de Lille, Pierre de Saintignon. Éditions Ville de Lille  (ISBN 978-2-9523506-0-0).
- 2005 : Le Maître au Feuillage brodé : Primitifs flamands. Secrets d'ateliers Florence Combert, Didier Martens. RMN  (ISBN 978-2-7118-4891-1).
- 2005 : Felice Beato en Chine : Photographier la guerre en 1860 ; Annie-Laure Wanaverbecq. Somogy  (ISBN 978-2-85056-895-4).